# Родевіш
Родевіш (нім. Rodewisch) — місто в Німеччині, розташоване в землі Саксонія. Входить до складу району Фогтланд.
Площа — 26,89 км2. Населення становить 6361 ос. (станом на 31 грудня 2020).